# Альто (Джорджія)
Альто (англ. Alto) — місто (англ. town) в США, в округах Гейбершем і Бенкс штату Джорджія. Населення — 970 осіб (2020).

## Географія
Альто розташоване за координатами 34°27′54″ пн. ш. 83°34′21″ зх. д. / 34.46500° пн. ш. 83.57250° зх. д. (34.464994, -83.572586).  За даними Бюро перепису населення США в 2010 році місто мало площу 2,87 км², з яких 2,86 км² — суходіл та 0,00 км² — водойми.

## Демографія
Згідно з переписом 2010 року, у місті мешкали 1172 особи в 354 домогосподарствах у складі 291 родини. Густота населення становила 409 осіб/км².  Було 404 помешкання (141/км²).
Расовий склад населення:
| - 57,8 % — білих - 3,5 % — азіатів - 2,3 % — чорних або афроамериканців - 0,3 % — корінних американців - 33,6 % — осіб інших рас |

До двох чи більше рас належало 2,5 %. Частка іспаномовних становила 43,6 % від усіх жителів.
За віковим діапазоном населення розподілялося таким чином: 30,2 % — особи молодші 18 років, 62,4 % — особи у віці 18—64 років, 7,4 % — особи у віці 65 років та старші. Медіана віку мешканця становила 30,1 року. На 100 осіб жіночої статі у місті припадало 114,3 чоловіків;  на 100 жінок у віці від 18 років та старших — 111,4 чоловіків також старших 18 років.
Середній дохід на одне домашнє господарство  становив 39 890 доларів США (медіана — 34 432), а середній дохід на одну сім'ю — 41 607 доларів (медіана — 32 344). Медіана доходів становила 24 856 доларів для чоловіків та 23 750 доларів для жінок. За межею бідності перебувало 42,1 % осіб, у тому числі 66,3 % дітей у віці до 18 років та 6,8 % осіб у віці 65 років та старших.
Цивільне працевлаштоване населення становило 467 осіб. Основні галузі зайнятості: виробництво — 46,3 %, освіта, охорона здоров'я та соціальна допомога — 11,8 %, роздрібна торгівля — 9,6 %.